# (302652) Hauke
(302652) Hauke est un astéroïde de la ceinture principale.

## Description
(302652) Hauke est un astéroïde de la ceinture principale. Il fut découvert le 10 septembre 2002 à l'observatoire Palomar par Maik Meyer. Il présente une orbite caractérisée par un demi-grand axe de 2,67 UA, une excentricité de 0,08 et une inclinaison de 14,0° par rapport à l'écliptique.

## Compléments